# Sociedad de Lingüística Románica
La Sociedad de Lingüística Románica es una asociación académica que tiene por objetivo la promoción de los estudios sobre lingüística románica.

## Historia y actividades
La Sociedad de Lingüística Románica fue fundada por Adolphe Terracher y Oscar Bloch en París (Francia) en 1924, junto a un centenar de romanistas de unos veinte países diferentes. En sus estatutos se especifica que es una sociedad que tiene por objetivo reunir a las personas e instituciones que se interesan por los estudios de lingüística y filología románicas y desean contribuir a su desarrollo, así como publicar la Revue de Linguistique Romane y organizar los congresos internacionales de Lingüística y Filología Románicas.
La Sociedad de Lingüística Románica organiza cada tres años el Congreso Internacional de Lingüística y Filología Románicas. La organización de congresos periódicos se paró durante la Segunda Guerra Mundial y la asociación no retomó el ritmo hasta 1953 con el VII Congreso de Lingüística Románica, celebrado en Barcelona. Los últimos congresos han sido celebrados en Valencia (2010), Nancy (2013) y Roma (2016).
También publica, desde 1925, la Revue de Linguistique Romane donde aparecen artículos de investigación sobre lingüística románica (sobre todas las lenguas y desde todas las aproximaciones metodológicas) y reseñas. Los textos se aceptan en cualquier lengua románica; la revista aparece en dos fascículos anuales, en junio y en diciembre. El secretario de la Sociedad es el director de la revista.
En 2014 la Sociedad tenía 1029 miembros, de los cuales 602 eran miembros individuales, de 34 países diferentes, y 427 eran bibliotecas e instituciones, de 45 países diferentes.

## Presidentes de la Sociedad de Lingüística Románica
- Ferdinand Brunot, de 1924 a 1928.
- Karl Jaberg, de 1928 a 1930.
- Giulio Bertoni, de 1930 a 1932.
- Mario Roques, de 1932 a 1934.
- Ramón Menéndez Pidal, de 1934 a 1937.
- Mario Roques, de 1937 a 1940 y de 1953 a 1961.
- Walther von Wartburg, de 1962 a 1965.
- John Orr, de 1965 a 1966.
- Antoni Badia i Margarit, de 1966 a 1971, presidente en funciones.
- Kurt Baldinger, de 1971 a 1974.
- Bernard Pottier, de 1974 a 1977.
- Manuel Alvar, de 1977 a 1980.
- Eugen Coșeriu, de 1980 a 1983.
- Aurelio Roncaglia, de 1983 a 1986.
- Max Pfister, de 1986 a 1989.
- Robert Martin, de 1989 a 1992.
- Gerold Hilty, de 1992 a 1995.
- Alberto Varvaro, de 1995 a 1998.
- Marc Wilmet, de 1998 a 2001.
- Günter Holtus, de 2001 a 2004.
- Emilio Ridruejo, de 2004 a 2007.
- Maria Iliescu, de 2007 a 2010.
- Jean-Pierre Chambon, de 2010 a 2013.
- David Trotter, de 2013 a 2015.
- Roberto Antonelli, desde 2015

## Congresos de la Sociedad de Lingüística Románica
- I Dijon (1928), organizado por Adolphe Terracher.
- II Sion / Disentis / Coira (1930), organizado por Karl Jaberg y Jakob Jud.
- III Roma (1932), organizado por Giulio Bertoni.
- IV Burdeos (1934), organizado por Adolphe Terracher.
- V Niza (1937), organizado por Mario Roques.
- VI Lieja (1951), organizado por Maurice Delbouille, primero tras la Segunda Guerra Mundial.
- VII Barcelona (1953), organizado por Antoni Griera y Antoni M. Badia i Margarit.
- VIII Florencia (1956), organizado por Angelo Monteverdi.
- IX Lisboa (1959), organizado por Lindley Cintra
- X Estrasburgo (1962), organizado por Georges Straka.
- XI Madrid (1965), organizado por Antonio Quilis.
- XII Bucarest (1968), organizado por Marius Sala.
- XIII Quebec (1971), organizado por Jean-Denis Gendron y Marcel Boudreau.
- XIV Nápoles (1974), organizado por Alberto Varvaro.
- XV Río de Janeiro (1977), organizado por Celso Ferreiro da Cunha.
- XVI Palma de Mallorca (1980), organizado por Francesc de Borja Moll y Aina Moll Marquès.
- XVII Aix-en-Provence (1983), organizado por Jean-Claude Bouvier.
- XVIII Tréveris (1986), organizado por Dieter Kremer.
- XIX Santiago de Compostela (1989), organizado por Ramón Lorenzo.
- XX Zúrich (1992), organizado por Gerold Hilty.
- XXI Palermo (1995), organizado por Giovanni Ruffino.
- XXII Bruselas (1998), organizado por Marc Wilmet.
- XXIII Salamanca (2001), organizado por Carmen Pensado y Emilio Ridruejo.
- XXIV Aberystwyth (2004), organizado por David Trotter.
- XXV Insbruck (2007), organizado por Maria Iliescu, Heidi Siller-Runggaldier y Paul Danler.
- XXVI Valencia (2010), organizado por Emili Casanova Herrero.
- XXVII Nancy (2013), organizado por el ATILF (CNRS - Universidad de Lorena), presidido por Jean-Pierre Chambon.
- XXVIII Roma (2016), organizado por Roberto Antonelli.[6]
- XXIX Congreso que se celebrará en Copenhague en 2019.